# چاینا موتور باس
چاینا موتور باس (انگلیسی: China Motor Bus) شرکت اتوبوس‌سازی هنگ کنگی است، که در سال ۱۹۲۳ تأسیس شد.